# Schnellkuppeldreieck

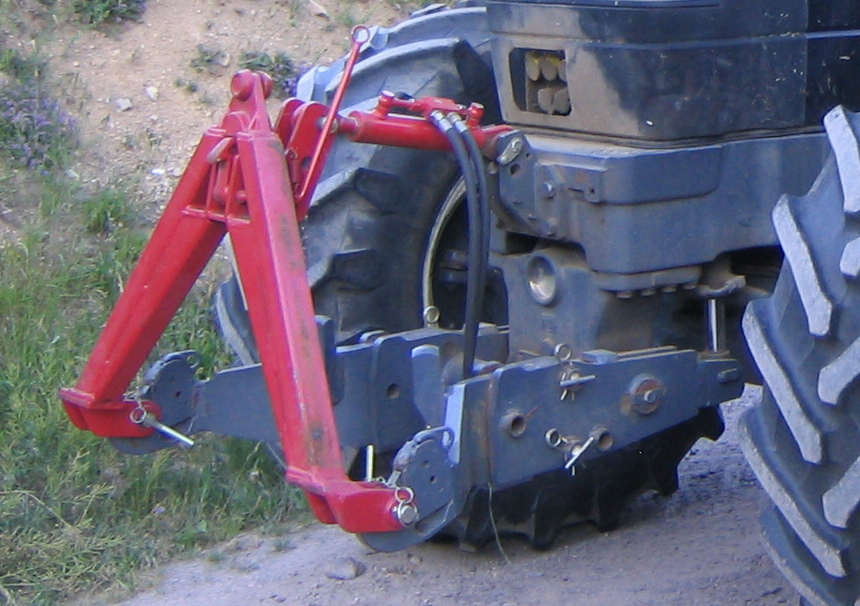
Schnellkuppeldreieck an einem Traktor

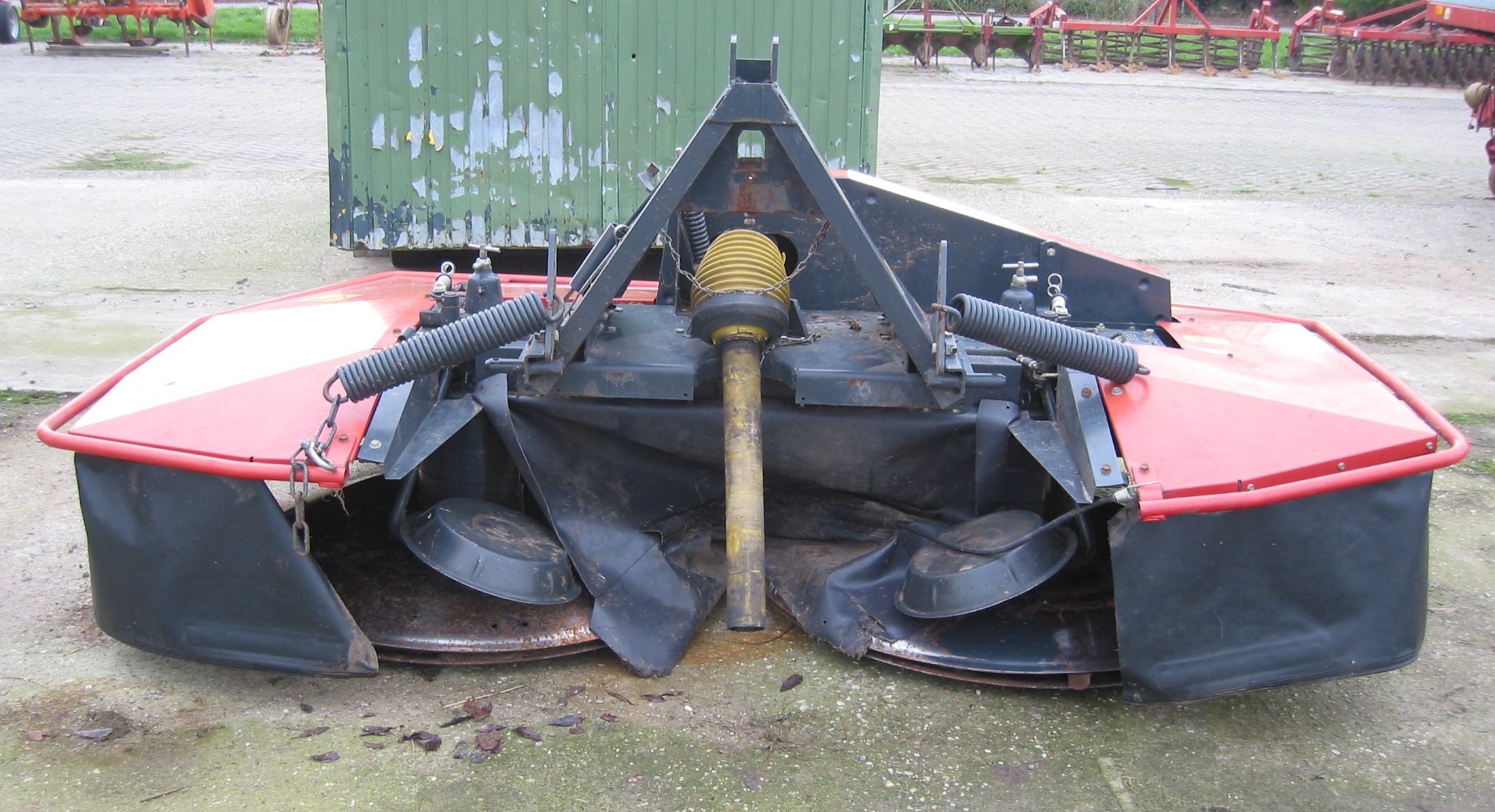
Gegenstück zum Schnellkuppeldreieck: Gerätedreieck (Bildmitte oberhalb der gelben Gelenkwelle) eines Trommelmähwerks

Ein Schnellkuppeldreieck (auch Dreiecks-Schnellkupplung, Dreieckskupplung, Schlepperdreieck, Frontdreieck oder nach seinem Erfinder und ersten Hersteller Weiste-Dreieck bzw. Weiste-Accord-Dreieck genannt) ist eine in den 1960er Jahren entwickelte Anhängevorrichtung, die in der Landtechnik zum einfachen Kuppeln von Anbaugeräten vor allem an Traktoren verwendet werden kann. Beim Einsatz befindet es sich als zusätzliches Bauteil zwischen Traktorhubwerk und Anbaugerät und ermöglicht das An- und Abkuppeln wechselnder, selbst sehr schwerer Geräte ohne Werkzeug und ohne Helfer direkt vom Fahrersitz aus.
Die Weiterentwicklung ist das GDS-Dreieck, bei diesem können Hydraulik und Zapfwelle automatisch mitgekuppelt werden.

## Konstruktion
Bei einem Schnellkuppeldreieck handelt es sich um einen stabilen, umgekehrt V-förmigen bzw. A-förmigen Rahmen („A-Rahmen“) aus Stahlrohr mit rechteckigem Querschnitt. Der Rahmen ist auf seiner dem Traktor zugewandten Rückseite mit drei Hubwerks-Kuppelpunkten und auf seiner dem Anbaugerät zugewandten Vorderseite mit nur einem Kuppelpunkt ausgestattet. Der vordere Kuppelpunkt besitzt üblicherweise eine selbstsichernde Verriegelung in Form einer federbelasteten Sperrklinke. An der oberen Dreiecksspitze sind meist Rollen angebracht, die das Kuppeln erleichtern. 
Als Gegenstück zum Schnellkuppeldreieck dient am Anbaugerät ein Gerätedreieck, das manchmal auch als „geräteseitiges Weiste-Dreieck“ bezeichnet wird. Dieses ist ein A-Rahmen mit U-Profil und Fangkonstruktion, in den das Schnellkuppeldreieck von unten eingeführt wird und einrastet. Die Bezeichnung Anbaudreieck wird in der Praxis uneinheitlich sowohl für (am Anbaugerät befindliche) Gerätedreiecke als auch für (am Traktor angebaute) Schnellkuppeldreiecke verwendet.
Die Maße von Schnellkuppeldreiecken sind durch die ISO-Norm 11001-2 standardisiert. Je nach Größe (Dreipunkt-Kategorie) und Ausführung sind die Dreiecke unterschiedlich schwer, lassen sich in der Regel aber gut von einer Person heben und montieren.

## Geschichte
Das „Weiste-Dreieck“ wurde 1964 von seinem Entwickler, dem Deutschen Helmut Weiste, patentiert und vom in Soest ansässigen Familienunternehmen Weiste mit dem Markennamen „Accord“ erfolgreich auf den Markt gebracht. Daraufhin wurde ein Dreieckssymbol zum Markenzeichen (Logo) von Weiste Accord. Bekannt wurde die Landmaschinenfirma später insbesondere durch die Entwicklung und Produktion pneumatischer Sämaschinen. 1996 wurde sie von der norwegischen Kverneland-Gruppe übernommen, die den Markennamen Accord in Bezeichnungen von Sä- und Düngemaschinen weiterführt. 
Da Weiste Accord von Haus aus für alle Geräte ein kräftiges Rot verwendete, werden Schnellkuppeldreiecke bis heute, obwohl nicht notwendig, auch von anderen Herstellern traditionell in einem roten Farbton produziert. 
Vor der Einführung des Weiste-Dreiecks war das exakte Kuppeln schwerer Geräte an die Unterlenker der Dreipunkthydraulik von Traktoren besonders in unebenem Gelände schwierig und zeitaufwändig. Sofern kein Helfer vorhanden war, musste der Fahrer zur Justierung der Unterlenker teils mehrfach aus- und einsteigen sowie hin- und herfahren und, auch beim Kuppeln an den Oberlenker, mit Werkzeug hantieren. Außerdem war der Kuppelvorgang, bei dem sich der Fahrer oder eine helfende Person häufig zwischen Traktor und Anbaugerät aufhielt, unfallträchtig. 
Einfache Bedienung, Zeitersparnis und der Gewinn an Sicherheit sind die wesentlichen Vorteile beim Einsatz von Schnellkuppeldreiecken. Daneben lassen sich mit ihrer Hilfe auch mehrere Geräte zu Kombinationen aneinanderkuppeln. Technisch ungünstig hingegen kann sich, vor allem bei Grenzbelastungen, die vergrößerte Anbaulänge und der dadurch etwas vom Traktor weg verlagerte Schwerpunkt auswirken.
Seit Ende des 20. Jahrhunderts sind neue Traktoren zumeist mit einer Heckhydraulik ausgerüstet, die standardmäßig an den Unterlenkern selbstarretierende Fanghaken („Schnellkuppler“) sowie bessere Unterlenkerstabilisatoren hat, wodurch ein schnelles und sicheres Kuppeln ebenso wie mit Schnellkuppeldreiecken möglich ist. Diese sind daher weitgehend entbehrlich geworden und im Heckanbau nur noch selten anzutreffen. Im Frontanbau werden sie allerdings auch heute, Anfang des 21. Jahrhunderts, noch regelmäßig eingesetzt. Dies liegt unter anderem daran, dass beim Frontanbau – anders als im Heckbereich – die Sicht des Traktorfahrers zum Anbaugerät (über die Motorhaube) eingeschränkt ist. Die Vorteile der Dreiecksverwendung kommen hier stärker zum Tragen. Auch sind viele Frontanbaugeräte bereits ab Werk mit einem Gerätedreieck als passende Einhängevorrichtung ausgestattet.

## Kuppelvorgang

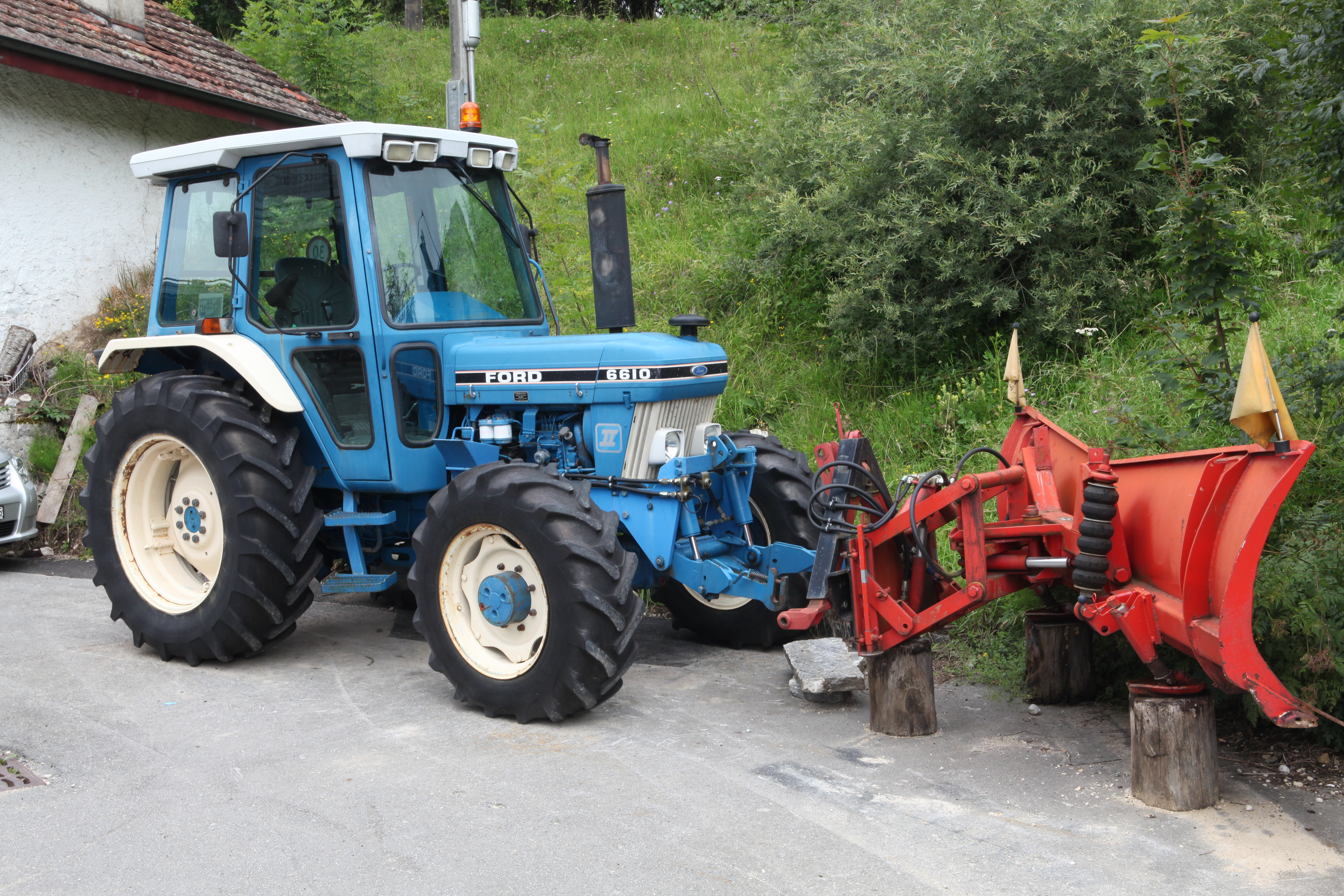
Schneeräumschild mit Dreiecks-Schnellkupplung

Vor Verwenden des Schnellkuppeldreiecks wird dieses zuerst auf der Front- oder Heckseite des Traktors an den beiden Unterlenkern und am Oberlenker der Dreipunkthydraulik („Kraftheber“, „Hubwerk“) befestigt. Dort kann es solange unverändert verbleiben, wie keine Geräte ohne Schnellkuppeldreieck direkt angebaut werden sollen.
Zum Ankuppeln eines stehenden Anbaugeräts wird das Traktor-Hubwerk mit dem Schnellkuppeldreieck abgesenkt und in möglichst gerader Linie (im gestreckten Winkel, 180°) zum Gerätedreieck gefahren. Dann wird die Spitze des Schnellkuppeldreiecks an beliebiger Stelle von unten im U-Rahmen des Gerätedreiecks angesetzt. Beim folgenden Anheben durch Betätigen der Dreipunkthydraulik gleitet das Schnellkuppeldreieck in die richtige Position im Gerätedreieck. Bei Erreichen der Kupplungs-Raststellung wird die Verbindung der beiden Dreiecksrahmen automatisch durch einen etwas unterhalb der Spitze positionierten Verriegelungshaken geschlossen. Damit ist das Gerät angekuppelt und kann auch vollständig angehoben werden. Die Verriegelung lässt sich zusätzlich noch mit einem Bolzen oder Federstecker gegen ungewolltes Abkuppeln sichern.
Das Abkuppeln erfolgt nach Entriegeln und Lösen der Sicherungsverbindung ebenso einfach durch Absenken des Anbaugeräts bis zum Boden („Abstellen“) und anschließendes hydraulisches Herunterdrücken bzw. weiteres Absenken des Hubwerks, wodurch das Schnellkuppeldreieck wieder aus dem Gerätedreieck herausgleitet.